# Schönberg (Oberbayern)
Schönberg ([ˈʃøːnˌbɛʁk] ) ist eine Gemeinde im oberbayerischen Landkreis Mühldorf am Inn. Die Gemeinde ist Mitglied der Verwaltungsgemeinschaft Oberbergkirchen.

## Geografie

### Geografische Lage
Die Gemeinde liegt in der Region Südostoberbayern im tertiären Hügelland des nördlichen Landkreises Mühldorf am Inn.

### Gemeindegliederung
Es gibt 57 Gemeindeteile:
- Asenreuth
- Aspertsham
- Augental
- Berging
- Braunrott
- Dolling
- Eglso
- Eiselsberg
- Ellwichtern
- Elsenbach
- Eschlbach
- Etzmaring
- Finsenbach
- Frosching
- Fuchshub
- Gauling
- Gehertsham
- Grabing
- Groislmühl
- Hanging
- Hargassen
- Hausberg
- Hinzing
- Hofering
- Höhfurth
- Holzen
- Hub
- Inzlham
- Kinning
- Kumpfmühl
- Lerch
- Michaelhölzl
- Misthilgen
- Moosen
- Niedereck
- Obereck
- Oberpurtzloh
- Oberweinbach
- Oed
- Osenhub
- Peitzing
- Reichenrott
- Scheuneck
- Schönberg
- Sitzing
- Stangelszell
- Staudach
- Steng
- Straß
- Unterpurtzloh
- Unterscheuern
- Unterweinbach
- Wargling
- Wiesling
- Winkelmühl
- Wollerding
- Zürn

Gemarkungen sind Aspertsham und Schönberg.

## Geschichte

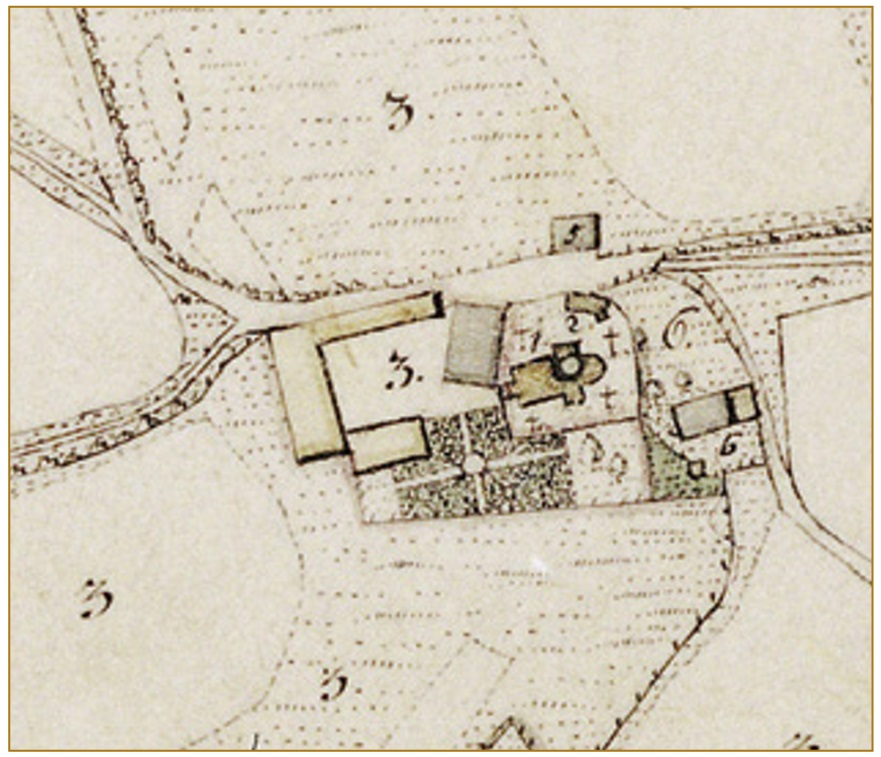
Das Kirchdorf Schönberg um 1812: Hsnr. 1 = Pfarrkirche St. Michael, Hsnr. 2 = Seelenkapelle, Hsnr. 3 = Pfarrhof, Hsnr. 5 = Gassenhäusl, Hsnr. 6 = Mesner

### Bis zur Gemeindegründung
Die erste urkundliche Erwähnung erfolgte im Jahr 928. Schönberg gehörte zum Rentamt Landshut und zum Landgericht Neumarkt des Kurfürstentums Bayern. Im Zuge der Verwaltungsreformen in Bayern entstand mit dem Gemeindeedikt von 1818 die Gemeinde.

### Eingemeindungen
Am 1. Januar 1970 wurde die Gemeinde Aspertsham eingegliedert.

### Religionen
Katholische Pfarrgemeinden existieren in Schönberg und Aspertsham. Die ehemalige Pfarrkirche in Schönberg dürfte im 12. Jahrhundert erbaut worden sein, die jetzige in den Jahren 1911 bis 1914.

### Einwohnerentwicklung
Zwischen 1988 und 2018 wuchs die Gemeinde von 915 auf 1082 Einwohner bzw. um 18,3 %.
| Jahr      | 1970 | 1987 | 1991 | 1995 | 2000 | 2005 | 2010 | 2015 | 2020 |
| --------- | ---- | ---- | ---- | ---- | ---- | ---- | ---- | ---- | ---- |
| Einwohner | 0966 | 0909 | 0917 | 0932 | 0941 | 0943 | 0925 | 1008 | 1086 |

## Politik

### Gemeinderat
Die Gemeinderatswahl 2020 erbrachte folgende Sitzverteilung:
- CSU/Freie Wählergemeinschaft: 6 Sitze
- Parteifreie Wähler/SPD:3 Sitze
- Wählergemeinschaft Aspertsham: 3 Sitze

### Bürgermeister
- Erster Bürgermeister ist Alfred Lantenhammer (CSU/Freie Wählergemeinschaft).

### Wappen
|                         | Blasonierung: „In Schwarz ein goldener Dreiberg, auf der mittleren Kuppe ein gestürztes goldenes Flammenschwert, auf den beiden Seitenkuppen je eine silberne Weizenähre“ |
| Wappenführung seit 1985 | |

## Sehenswürdigkeiten
- Pfarrkirche St. Michael in Schönberg
- Pfarrkirche St. Johann Baptist in Aspertsham
- Kirche St. Georg Ellwichtern
- Kirche St. Stephan in Unterweinbach
- Kirche St. Michael in Michaelhölzl
- vorgeschichtliche Grabhügel

## Wirtschaft und Infrastruktur

### Wirtschaft einschließlich Land- und Forstwirtschaft
Im Jahr 2021 gab es nach der amtlichen Statistik im Bereich der Land- und Forstwirtschaft drei und im Produzierenden Gewerbe 106 sozialversicherungspflichtig Beschäftigten am Arbeitsort. In sonstigen Wirtschaftsbereichen waren es 37 Personen. Sozialversicherungspflichtig Beschäftigte am Wohnort gab es 382. Im verarbeitenden Gewerbe gab es zwei, im Bauhauptgewerbe vier Betriebe. Zudem bestanden im Jahr 2020 63 landwirtschaftliche Betriebe mit einer landwirtschaftlich genutzten Fläche von 1752 ha. Davon waren 1314 ha Ackerfläche.

### Verkehr
Schönberg ist erreichbar über die Bundesstraße 12 (Abfahrt Ampfing oder Mühldorf) oder über die Bundesstraße 299 (Abfahrt Neumarkt-Sankt Veit).

### Bildung
2022 gab es folgende Einrichtungen:
- 1 Kindertageseinrichtung: 100 genehmigte Betreuungsplätze mit 92 Kindern